# Inscrição de prata de Frankfurt

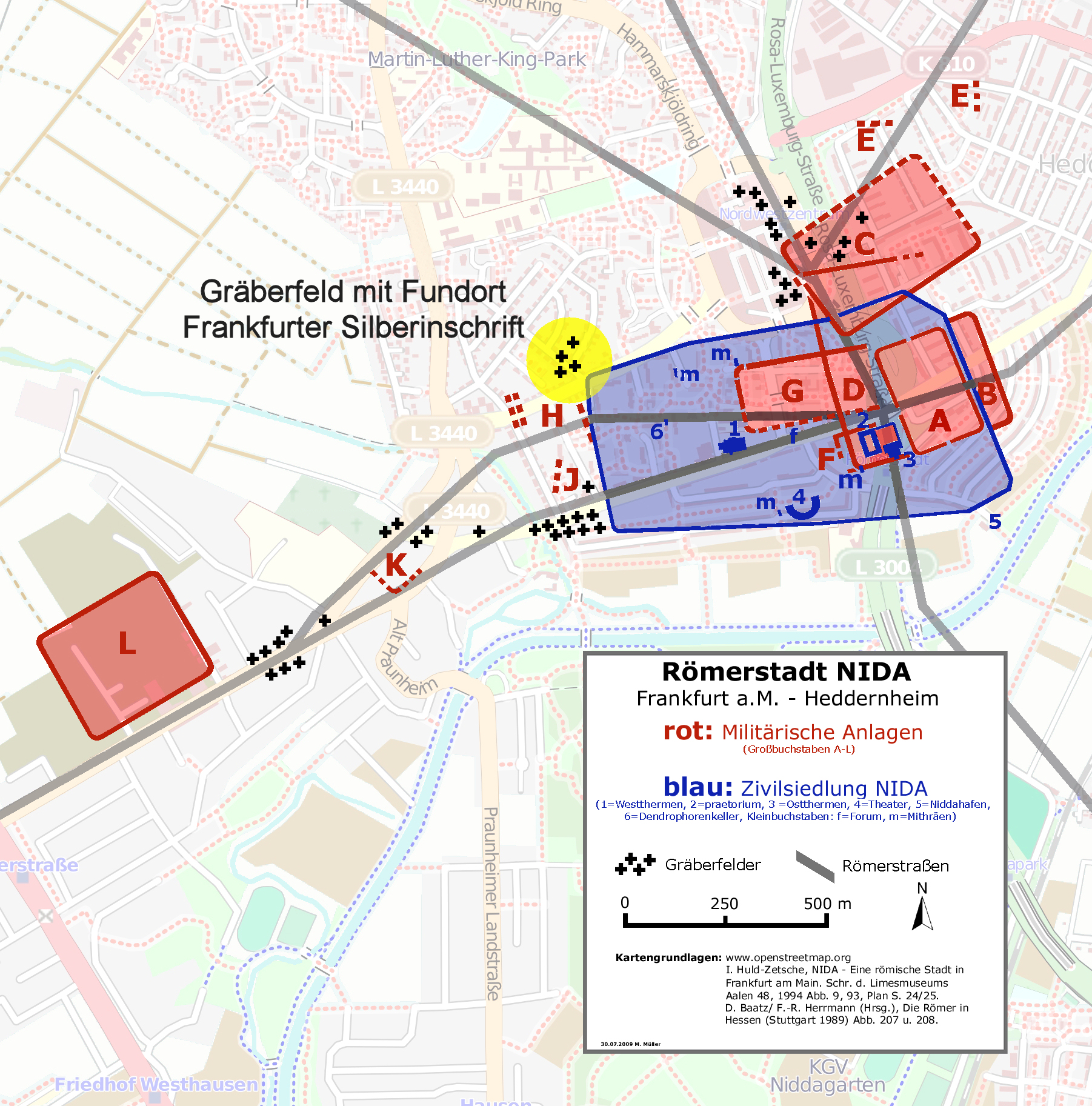
Mapa de fortificações romanas (em vermelho) e assentamentos civis (azul) em Nida. A inscrição foi encontrada em um cemitério ao norte da letra H.

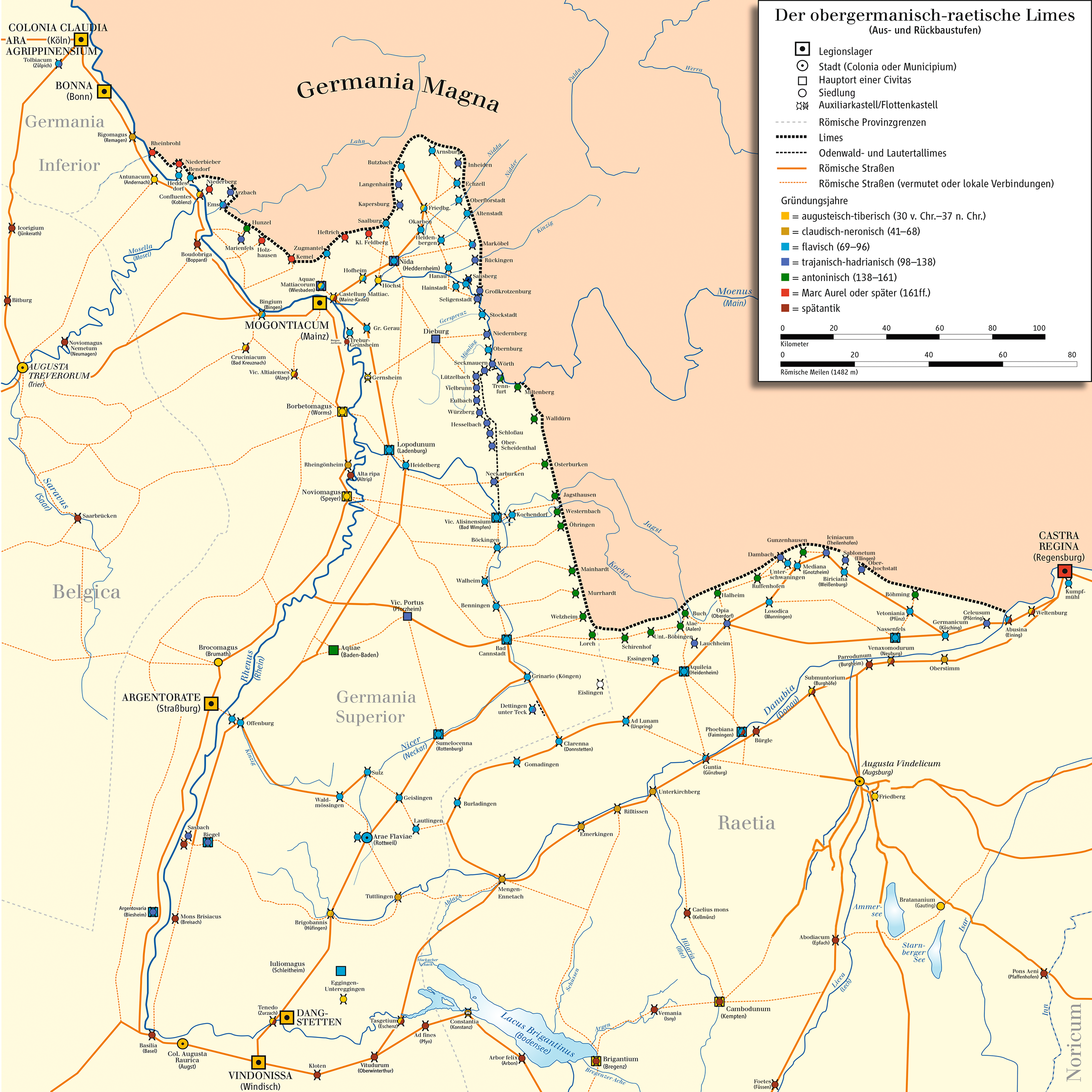
Mapa de Limes Germanicus, o sistema de fortificações que representa a fronteira do controle romano na Alta Germânia

A inscrição em prata de Frankfurt é uma gravura latina de 18 linhas em um pedaço de folha de prata, guardado em um amuleto protetor datado de meados do século III d.C. Devido à sua referência a Jesus Cristo, representa a mais antiga evidência conhecida do cristianismo ao norte dos Alpes. O amuleto foi descoberto em 2018 durante escavações arqueológicas em um cemitério perto da antiga cidade romana de Nida, localizada nos subúrbios do noroeste de Frankfurt am Main.
O amuleto tinha a finalidade de afastar demônios e invoca Jesus e São Tito para proteção. Ele contém o primeiro uso escrito conhecido do Triságio. O amuleto cita versos da Epístola aos Filipenses traduzidos para o latim.

## Descoberta
Em seu trabalho sobre Nida, Ingeborg Huld-Zetsche apresentou uma visão geral dos vários locais de sepultamento em Nida, uma cidade fronteiriça romana que foi habitada do século I até o final do século III. A existência de um cemitério perto de Heilmannstraße, no distrito de Praunheim, em Frankfurt, é conhecida desde o século XIX, com um total de doze sepulturas escavadas entre 1893 e 2016. Em 2017, uma escavação arqueológica na Heilmannstraße 10 revelou a presença de um cemitério inteiro. Durante uma segunda escavação em 2018, mais áreas do local foram escavadas e um total de 127 sepulturas foram identificadas.
Entre os sepultados estava um homem com idade aproximada de 35 a 45 anos. Abaixo do queixo, na região do pescoço, os arqueólogos encontraram uma cápsula de amuleto de prata medindo 35 milímetros de comprimento e 9 milímetros de largura. Dentro da cápsula havia uma folha de prata enrolada, dobrada e amassada, de 91 milímetros de comprimento. Com base nos bens funerários, incluindo um queimador de incenso e uma caneca feita de barro cozido, o enterro foi datado entre 230 e 270. As análises isotópicas dos restos mortais, com o objetivo de determinar as origens do homem, estão em andamento; no entanto, em 2024, os resultados dessa análise estão pendentes. 
Durante a restauração no Museu Arqueológico de Frankfurt, o amuleto e a folha de prata foram separados. Em 2019, imagens de raios X revelaram a presença de uma inscrição no interior da folha de prata. A fina e frágil folha não pôde ser desenrolada fisicamente, então foi escaneada por tomografia computadorizada pelo Centro Leibniz para Arqueologia e Universidade Goethe de Frankfurt. Foi criado um modelo 3D da folha, permitindo o desenrolamento virtual.
O artefato e sua inscrição foram revelados publicamente durante uma coletiva de imprensa em dezembro de 2024 em Frankfurt am Main, após a qual a peça foi adicionada à coleção permanente do Museu Arqueológico de Frankfurt.

## A inscrição
[in nomi?]NE SANCTI TITĪ

AGIOS AGIOS AGIOS

[in] NOMINE IHS XP DEI F(ilii)

[...]

QVONIAM IHS XP OMNES{T} GENVA FLECTENT CAELESTES TERRESTRES ET INFERI ET OMNIS LINGVA CONFITEATVR

[Em nome?] de São Tito.

Santo, santo, santo!

Em nome de Jesus Cristo, Filho de Deus!

[...]

Que em nome de Jesus Cristo cada joelho dobre, daqueles que estão no céu, na terra e sob a terra, e que cada língua confesse

Linhas 1–3, 13-18
O texto na folha de prata invoca o nome do Deus cristão para proteção. A inscrição refere-se a Jesus Cristo várias vezes e identifica-o como o Filho de Deus.
Está quase completo, exceto por algumas lacunas na margem esquerda que podem ser interpretadas de diferentes maneiras. Nas três primeiras linhas, o texto invoca São Tito, seguido de um Triságio ("santo, santo, santo") e uma referência a Jesus Cristo, Filho de Deus. Seguem-se várias frases que louvam Jesus. Nas seis linhas finais, ele cita o poema de Paulo sobre Cristo, Filipenses 2:10–11, em uma tradução latina antiga.
A escrita, uma mistura de letras cursivas maiúsculas e minúsculas, pode ser datada do século III.

## Significado
A peça do século III funcionava como um amuleto mágico de proteção, destinado a afastar demônios e proteger seu portador. Naquela época, os cristãos ainda estavam sujeitos à perseguição dentro do Império Romano.
A maioria dos outros amuletos cristãos primitivos conhecidos apresentam escrita em grego ou hebraico, mas não em latim. Seu estilo sofisticado indica que o escritor era um escriba refinado.
De acordo com o arqueólogo Markus Scholz, o que há de único nessa inscrição é que ela apresenta exclusivamente conteúdo cristão, em vez de elementos politeístas. Artefatos semelhantes frequentemente invocam várias divindades, enquanto esta inscrição carece completamente de elementos do judaísmo ou do paganismo. Foi somente no século V que os amuletos feitos de metais preciosos deixaram de representar uma variedade de fés diferentes em paralelo. O único artefato comparável de uma área a leste do Reno vem do túmulo de uma criança nas ruínas do banho romano de Badenweiler, e essa inscrição invocava tanto o Deus cristão-judeu quanto uma divindade germânica da primavera. O significado do artefato para a história do cristianismo primitivo continua sendo um assunto para estudos posteriores. Por exemplo, segundo Scholz, é preciso agora examinar se a versão latina da carta de Paulo aos Filipenses é a fonte mais antiga até hoje.
De acordo com o historiador da igreja Wolfram Kinzig da Universidade de Bonn, a inscrição está entre as primeiras atestações do Novo Testamento na Germânia Romana.  Também marca o primeiro uso conhecido do Triságio em qualquer lugar da liturgia cristã.
Os estudiosos acreditam que a descoberta exige uma reescrita da história da propagação do cristianismo no norte da Europa, adiando a sua história conhecida em 50 a 100 anos. Embora existam evidências indiretas de comunidades cristãs na Gália e na Alta Germânia, como a perseguição aos cristãos em Lugduno (atual Lyon) em 177, a primeira evidência confiável do cristianismo ao norte dos Alpes até agora foi uma menção a Materno, bispo de Colônia, que participou do Sínodo de Roma em 313.